# Ludwig Nolden

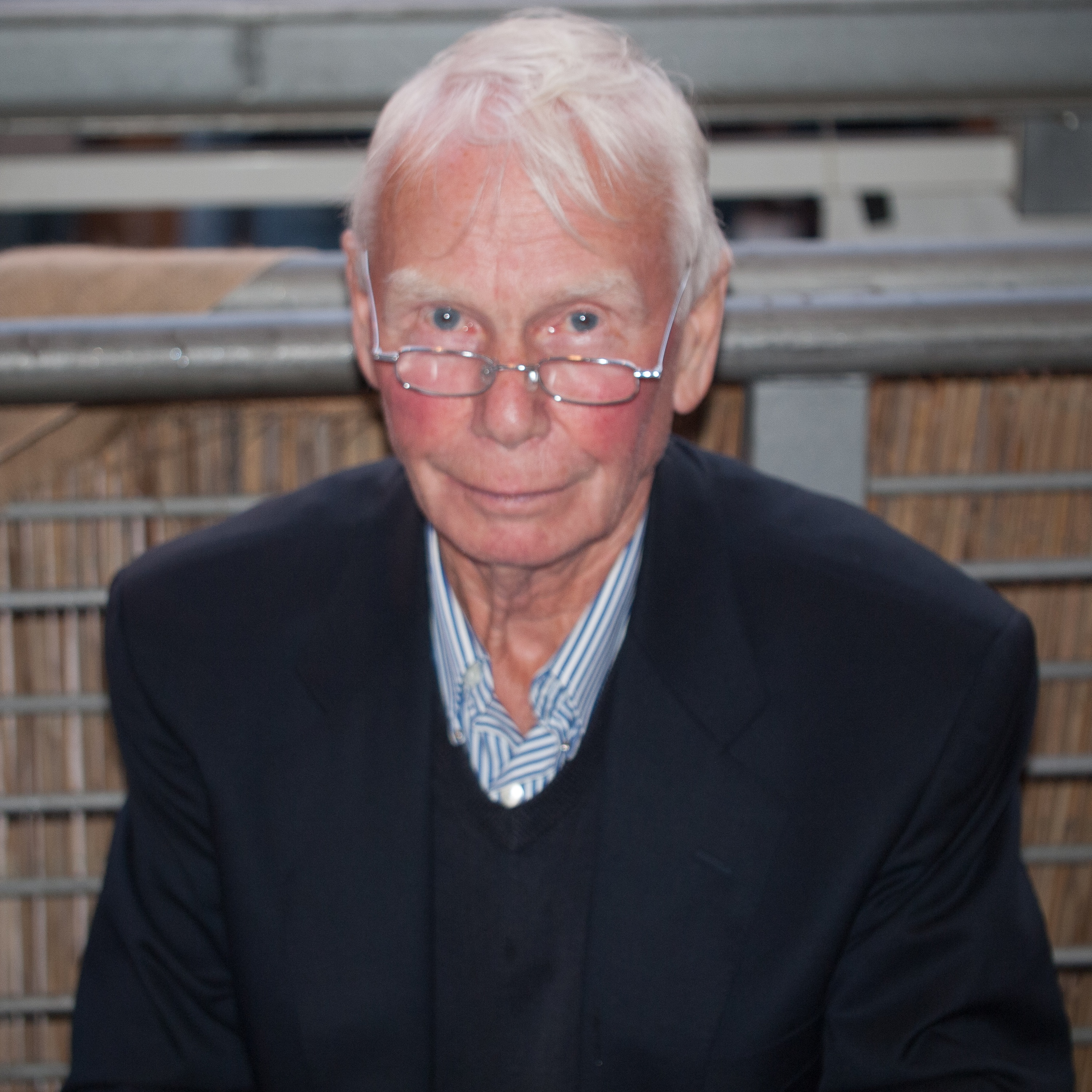
Ludwig Nolden (2014)

Ludwig „Lulu“ Nolden (* 5. Oktober 1935 in Duisburg; † vor oder am 11. Februar 2024) war ein deutscher Fußballspieler, der von 1963 bis 1967 in der Fußball-Bundesliga für den Meidericher SV 91 Spiele mit 16 Toren absolviert hat.

## Leben
Ludwig Nolden wuchs in der Nachkriegszeit im Duisburger Stadtteil Meiderich auf. Er war seit 1959 mit seiner Ehefrau Erika Nolden verheiratet, mit der er zwei Kinder hatte.

## Vereinskarriere

### Oberliga West, 1954 bis 1963
Aus der Jugend über die Amateurmannschaft kam Ludwig Nolden 1954/55 in die Oberligamannschaft der „Zebras“ (Meidericher SV). Seinen ersten Einsatz in der Oberliga West hatte der zumeist als Außenläufer spielende Nachwuchsspieler am 6. Februar 1955 beim 4:2-Auswärtserfolg gegen den VfL Bochum. Nach einer Niederlage am 1. Mai 1955 mit 0:2 beim SV Sodingen stieg der Meidericher SV als Vorletzter, punktgleich mit den auf den rettenden Plätzen 14. und 13. stehenden Borussia Mönchengladbach und Westfalia Herne, mit 26:34 Punkten aus der Oberliga West ab. Lulu kam in dieser Saison als Nachwuchstalent lediglich auf wenige Kurzeinsätze.
In seiner zweiten aktiven Saison bei den Profis erlebte er 1955/56 den sofortigen Wiederaufstieg.
Nach dem Wiederaufstieg gehörte Ludwig Nolden bis zum Ende der Oberliga-Ära 1963 der Stammbesetzung des Meidericher SV an. Durch seine läuferische Stärke, sein ausgeprägtes Spielverständnis und seine ausgezeichneten Defensivqualitäten als linker Läufer etablierte er sich als Stabilisator der Abwehr und Schlüsselspieler im Umschaltspiel. 
Mit dem fünften Rang 1962 und der Abschlussplatzierung 1963 als Tabellendritter, wurde der Meidericher SV vom DFB zur Saison 1963/64 für die neue Fußball-Bundesliga nominiert. „Lulu“ Nolden hat von 1954 bis 1963 in der Oberliga West für den MSV 191 Spiele mit 23 Toren bestritten.

### Bundesliga, 1963 bis 1967

#### Vizemeister 1963/64
Die neu gegründete Bundesliga löste als alleinige höchste landesweite Spielklasse die Oberligen ab. Mit neun Spielern aus der eigenen Meidericher Jugend – Ludwig Nolden, Dieter Danzberg, Horst Gecks, Hartmut Heidemann, Werner Krämer, Werner Lotz, Manfred Müller, Günter Preuß, Heinz Versteeg – und dem neuen Trainer Rudi Gutendorf, startete Nolden mit den Neuzugängen Heinz Höher, Manfred Manglitz und Helmut Rahn mit dem Meidericher SV in die Fußball-Bundesliga 1963/64. 
Mit einem überzeugenden 4:1-Erfolg beim Karlsruher SC startete die Mannschaft am Premierenspieltag, den 24. August 1963, in die neue Leistungsklasse. Ludwig Nolden, Johann Cichy, Werner Krämer und Heinz Höher bildeten dabei das „magische Viereck“ im damaligen WM-System. Am 30. Spieltag, den 9. Mai 1964, erlangte Meiderich mit einem 3:0-Heimsieg gegen den 1. FC Kaiserslautern die Vizemeisterschaft vor der punktgleichen Eintracht Frankfurt. „Lulu“ Nolden verwandelte in der 63. Minute seinen fünften Elfmeter der Saison zur 2:0-Führung und beendete die Saison mit 29 Spiele mit sechs Toren. 
In lediglich 4 von 30 Spielen unterliegt die Mannschaft um Nolden dem Gegner und stellte damit die beste Abwehr der Liga. Bis heute gilt die Vizemeisterschaft in der ersten Bundesligasaison von 1963/64 als der höchste und angesehenste Erfolg in der Geschichte des MSV Duisburg. In dieser Saison kommen durchschnittlich 25.000 Zuschauer pro Spiel in das Wedaustadion. Diese Zuschaueranzahl wird erst 40 Jahre später im Jahr 2006 wieder erreicht.

#### Nachfolgende Jahre
Gemeinsam mit Heinz van Haaren, Werner Krämer und Werner Lotz bildete der Routinier in den nächsten zwei Saisons das Mittelfeld der Meidericher, die zur Spielrunde 1965/66 den Ex-Schalker Hermann Eppenhoff als Trainer verpflichtet hatten. Nolden absolvierte dabei 51 Spiele mit acht Toren. Nach Erfolgen über den VfB Stuttgart, Schalke 04, Karlsruher SC und den 1. FC Kaiserslautern zog der MSV in der Saison 1965/66 am 4. Juni 1966 in Frankfurt in das DFB-Pokalfinale gegen den FC Bayern München ein. „Lulu“ Nolden war am 2:0-Heimsieg gegen den VfB Stuttgart beteiligt und verwandelte im Viertelfinale gegen den KSC in der 24. Minute den entscheidenden Elfmeter zum 1:0-Sieg. Das Finale gewann Bayern München mit 4:2. 
In seinem letzten Jahr in der Bundesliga, 1966/67, kam „Lulu“ Nolden nur noch auf elf Einsätze mit zwei Toren. Am 25. Spieltag, den 11. März 1967, absolvierte er beim 0:0-Heimremis gegen Eintracht Frankfurt sein letztes Spiel in der Bundesliga. 

## Besondere Erfolge
Ludwig Nolden spielte an der Seite von Uwe Seeler in der Fifa-Welt-Auswahl (1955).
In die Geschichtsbücher der Bundesliga ging "Lulu" Nolden mit seiner Elfmeterstatistik von 15 ausgeführten und verwandelten Strafstößen ein. Von 15 Pflichtspielelfmetern hat er keinen einzigen Elfmeter verschossen, was bis heute eine außergewöhnliche Leistung darstellt, die ihm den Rufnamen "Elfmeterkönig" eingebracht hat. Den ersten Elfmeter verwandelte er am 23. November 1963 beim Heimspiel gegen Borussia Dortmund, seinen 15. Treffer erzielte er mit seiner nervenden „Bierruhe“ am 5. November 1966, wiederum gegen Borussia Dortmund.
Mit seiner kampfbetonten, abgeklärten und laufintensiven Spielweise spielte sich "Lulu" Nolden in die Herzen der Duisburger Fans, darunter auch Christoph Daum, der ihn als größtes Idol seiner Kindheit bezeichnete.
Im Jahr 2002 wurde Ludwig Nolden unter die 24 größten MSV-Legenden aller Zeiten gewählt, bei deren Wahl rund 60.000 Stimmen abgegeben wurden.
Auf Basis der Errungenschaften und Erfolge der damaligen 60er-Jahre-Generation wurde das Fundament für den späteren Erfolg des MSV Duisburg im Profifußballsport gelegt. Zuvor war der Meidericher SV nur eine unter vielen erfolgreichen Duisburger Fußballvereinen, dessen Abgrenzung zum Amateursport erst durch die Erfolge der letzten Oberliga- und ersten Bundesligajahre gelungen ist.

## Neben dem Platz
Ludwig Nolden fand nach seiner aktiven Karriere beim MSV Duisburg als Gastwirt ein neues Betätigungsfeld. Der leidenschaftliche Brieftaubenzüchter lebte bis zu seinem Tod zurückgezogen mit seiner Ehefrau in einem Duisburger Vorort. Ludwig Nolden starb im Februar 2024 im Alter von 88 Jahren.